# Wahlen 2020
◄◄ | ◄ | 2016 | 2017 | 2018 | 2019 | Wahlen 2020 | 2021 | 2022 | 2023 | 2024 | ►

Weitere Ereignisse
Die unten aufgeführten Wahlen fanden im Jahr 2020 statt. Die Liste erhebt keinen Anspruch auf Vollständigkeit.
Ein Teil der aufgeführten Wahlen wurde nicht nach international anerkannten demokratischen Standards durchgeführt. Einige waren Scheinwahlen; es gab auch Wahlbetrug. Oft hatten nicht alle konkurrierenden Kandidaten oder Parteien gleichrangigen Zugang zu den Massenmedien des Landes. Die Pressefreiheit ist in vielen Ländern der Erde eingeschränkt (siehe auch Rangliste der Pressefreiheit).

## Termine
| Land                           | Datum                          | Wahl 2020 | zugehörige Kategorien                                  | Bemerkung                                                              |
| ------------------------------ | ------------------------------ | --- | ------------------------------------------------------ | ---------------------------------------------------------------------- |
| Kroatien                       | 5. Jan.                        | Stichwahl der Präsidentschaftswahl in Kroatien | Wahlen in Kroatien                                     |                                                                        |
| Usbekistan                     | 5. Jan.                        | Stichwahl der Parlamentswahl in Usbekistan | Wahlen in Usbekistan                                   |                                                                        |
| Taiwan                         | 11. Jan.                       | Wahl des Legislativ-Yuans und Präsidentenwahl in der Republik China | Wahlen in der Republik China                           |                                                                        |
| Komoren                        | 19. Jan.                       | Parlamentswahl auf den Komoren | Parlamentswahl auf den Komoren                         |                                                                        |
| Italien                        | 26. Jan.                       | Regionalwahl in der Emilia-Romagna und in Kalabrien | Wahlen in Italien                                      | [ 1 ] [ 2 ] [ 3 ] [ 4 ]                                                |
| Österreich                     | 26. Jan.                       | Gemeinderatswahlen in Niederösterreich | Kommunalwahlen in Niederösterreich                     | [ 5 ]                                                                  |
| Österreich                     | 26. Jan.                       | Landtagswahl im Burgenland | Landtagswahlen im Burgenland                           | [ 6 ]                                                                  |
| Peru                           | 26. Jan.                       | Parlamentswahl in Peru | Wahlen in Peru                                         | [ 7 ]                                                                  |
| Deutschland                    | 2. Feb.                        | Oberbürgermeisterwahl in Leipzig | Liste der Bürgermeister der Stadt Leipzig              | [ 8 ] [ 9 ] [ 10 ] [ 11 ] [ 12 ]                                       |
| Vereinigte Staaten             | 3. Feb. – 6. Juni              | Vorwahlen der Präsidentschaftswahl in den Vereinigten Staaten | Wahlen in den Vereinigten Staaten                      |                                                                        |
| Irland                         | 8. Feb.                        | Parlamentswahl in Irland | Wahlen in Irland                                       |                                                                        |
| Aserbaidschan                  | 9. Feb.                        | Parlamentswahl in Aserbaidschan | Wahlen in Aserbaidschan                                |                                                                        |
| Kamerun                        | 9. Feb.                        | Parlamentswahl in Kamerun | Wahlen in Kamerun                                      | [ 13 ]                                                                 |
| Schweiz                        | 9. Feb.                        | Volksabstimmungen in der Schweiz 2020 | Liste der eidgenössischen Volksabstimmungen            | [ 14 ]                                                                 |
| Dominikanische Republik        | 16. Feb.                       | Kommunalwahlen in der Dominikanische Republik | Wahlen in der Dominikanischen Republik                 | [ 15 ]                                                                 |
| Iran                           | 21. Feb.                       | Parlamentswahl im Iran | Parlamentswahlen im Iran                               |                                                                        |
| Togo                           | 22. Feb.                       | Präsidentschaftswahl in Togo | Wahlen in Togo                                         |                                                                        |
| Deutschland                    | 23. Feb.                       | Bürgerschaftswahl in Hamburg | Bürgerschaftswahlen in Hamburg                         |                                                                        |
| Slowakei                       | 29. Feb.                       | Nationalratswahl in der Slowakei | Parlamentswahlen in der Slowakei                       | [ 16 ] [ 17 ] [ 18 ]                                                   |
| Deutschland                    | 1. Mrz.                        | zweiter Wahlgang der Oberbürgermeisterwahl in Leipzig | Liste der Bürgermeister der Stadt Leipzig              | [ 19 ] [ 20 ] [ 21 ] [ 22 ] [ 23 ] [ 24 ] [ 25 ]                       |
| Tadschikistan                  | 1. Mrz.                        | Parlamentswahl in Tadschikistan | Politik (Tadschikistan)                                |                                                                        |
| Israel                         | 2. Mrz.                        | Parlamentswahl in Israel | Parlamentswahlen in Israel                             |                                                                        |
| Guyana                         | 2. Mrz.                        | Wahl zur Nationalversammlung von Guyana | Wahlen in Guyana                                       | [ 26 ]                                                                 |
| Vereinigte Staaten             | 3. Mrz.                        | Super Tuesday (Wahlen in 16 Staaten) der Vorwahlen der Präsidentschaftswahl in den Vereinigten Staaten                                                                                                 | Wahlen in den Vereinigten Staaten                      |                                                                        |
| Deutschland                    | 15. Mrz.                       | Kommunalwahlen in Bayern, inkl. Oberbürgermeisterwahl in München | Kommunalwahlen in Bayern                               | [ 27 ]                                                                 |
| Frankreich                     | 15. Mrz.                       | 1. Wahlgang der Kommunalwahlen in Frankreich | Wahlen in Frankreich                                   |                                                                        |
| Vanuatu                        | 19. Mrz.                       | Parlamentswahl in Vanuatu |                                                        | [ 28 ] [ 29 ] [ 30 ] [ 31 ]                                            |
| Abchasien                      | 22. Mrz.                       | Präsidentschaftswahl in Abchasien | Wahlen in Abchasien                                    |                                                                        |
| Guinea                         | 22. Mrz.                       | Parlamentswahl und Verfassungsreferendum | Wahlen in Guinea                                       | [ 32 ] [ 33 ] [ 34 ] [ 35 ] [ 36 ] [ 37 ] [ 38 ] [ 39 ] [ 40 ]         |
| Deutschland                    | 29. Mrz.                       | 2. Wahlgang der Kommunalwahlen in Bayern & Oberbürgermeister-Stichwahl in München | Kommunalwahlen in Bayern                               |                                                                        |
| Mali                           | 29. Mrz.                       | 1. Wahlgang der Wahl der Nationalversammlung | Wahlen in Mali                                         | [ 41 ]                                                                 |
| Arzach                         | 31. Mrz.                       | Parlamentswahl in Arzach | Wahlen in Arzach                                       |                                                                        |
| Anguilla                       | April                          | Parlamentswahl in Anguilla | Politik (Anguilla)                                     |                                                                        |
| Südkorea                       | 15. Apr.                       | Parlamentswahl in Südkorea | Wahlen in Südkorea                                     |                                                                        |
| Mali                           | 19. Apr.                       | 2. Wahlgang der Wahl der Nationalversammlung | Wahlen in Mali                                         | [ 41 ]                                                                 |
| Vereinigtes Königreich         | 7. Mai, um ein Jahr verschoben | Kommunalwahlen im Vereinigten Königreich | Wahlen im Vereinigten Königreich                       |                                                                        |
| Schweiz                        | 17. Mai                        | Volksabstimmungen in der Schweiz 2020 | Liste der eidgenössischen Volksabstimmungen            | [ 42 ]                                                                 |
| Burundi                        | 20. Mai                        | Wahlen in Burundi | Wahlen in Burundi                                      |                                                                        |
| Suriname                       | 25. Mai                        | Wahl zur Nationalversammlung von Suriname | Wahlen in Suriname                                     |                                                                        |
| St. Kitts und Nevis            | 5. Jun.                        | Parlamentswahl in St. Kitts und Nevis | Wahlen in St. Kitts und Nevis                          | [ 43 ]                                                                 |
| Serbien                        | 21. Jun.                       | Parlamentswahl in Serbien | Wahlen in Serbien                                      |                                                                        |
| Kiribati                       | 22. Jun.                       | Präsidentschaftswahl in Kiribati | Präsidentschaftswahl in Kiribati                       |                                                                        |
| Malawi                         | 23. Jun.                       | Präsidentschaftswahl in Malawi | Wahlen in Malawi                                       | [ 44 ]                                                                 |
| Mongolei                       | 24. Jun.                       | Parlamentswahl in der Mongolei | Wahlen in der Mongolei                                 | [ 45 ]                                                                 |
| Russland                       | 25. Juni bis 1. Juli           | Verfassungsreferendum in Russland | Volksabstimmungen in Russland                          |                                                                        |
| Island                         | 27. Jun.                       | Präsidentschaftswahl in Island | Wahlen in Island                                       |                                                                        |
| Frankreich                     | 28. Jun.                       | 2. Wahlgang der Kommunalwahlen in Frankreich | Wahlen in Frankreich                                   |                                                                        |
| Österreich                     | 28. Jun.                       | Gemeinderatswahlen in der Steiermark | Kommunalwahlen in der Steiermark                       | [ 46 ]                                                                 |
| Polen                          | 28. Jun.                       | Präsidentschaftswahl in Polen | Präsidentschaftswahlen in Polen                        |                                                                        |
| Kroatien                       | 5. Jul.                        | Parlamentswahl in Kroatien | Wahlen in Kroatien                                     | [ 47 ]                                                                 |
| Dominikanische Republik        | 5. Jul.                        | Präsidentschafts- und Parlamentswahl in der Dominikanischen Republik | Wahlen in der Dominikanischen Republik                 | [ 48 ] [ 49 ]                                                          |
| Singapur                       | 10. Jul.                       | Parlamentswahl in Singapur | Wahlen in Singapur                                     | [ 50 ] [ 51 ]                                                          |
| Polen                          | 12. Jul.                       | Stichwahl der Präsidentschaftswahl in Polen | Präsidentschaftswahlen in Polen                        |                                                                        |
| Nordmazedonien                 | 15. Jul.                       | Parlamentswahl in Nordmazedonien | Wahlen in Nordmazedonien                               | [ 52 ]                                                                 |
| Syrien                         | 19. Jul.                       | Parlamentswahl in Syrien | Wahlen in Syrien                                       | [ 53 ] [ 54 ] [ 55 ]                                                   |
| Sri Lanka                      | 5. Aug.                        | Parlamentswahl in Sri Lanka | Wahlen in Sri Lanka                                    |                                                                        |
| Belarus                        | 9. Aug.                        | Präsidentschaftswahl in Weißrussland | Wahlen in Weißrussland                                 |                                                                        |
| Trinidad und Tobago            | 10. Aug.                       | Wahl zum Repräsentantenhaus in Trinidad und Tobago | Wahlen in Trinidad und Tobago                          |                                                                        |
| Montenegro                     | 30. Aug.                       | Parlamentswahl in Montenegro | Wahlen in Montenegro                                   |                                                                        |
| Jamaika                        | 3. Sep.                        | Parlamentswahl in Jamaika | Wahl in Jamaika                                        | [ 56 ]                                                                 |
| Russland                       | 11. bis 13. Sep.               | Regionalwahlen in Russland | Wahlen in Russland                                     | [ 57 ] [ 58 ]                                                          |
| Deutschland                    | 13. Sep.                       | Kommunalwahlen in Nordrhein-Westfalen | Kommunalwahlen in Nordrhein-Westfalen                  |                                                                        |
| Österreich                     | 13. Sep.                       | Gemeindevertretungs- und Bürgermeisterwahlen in Vorarlberg | Kommunalwahlen in Vorarlberg                           | [ 59 ]                                                                 |
| Italien                        | 20. & 21. Sep.                 | Kommunalwahlen in Italien | Kommunalwahlen in Italien                              |                                                                        |
| Italien                        | 20. & 21. Sep.                 | Regionalwahlen in Italien | Wahlen in Italien                                      | [ 60 ] [ 61 ] [ 62 ] [ 63 ]                                            |
| Italien                        | 20. & 21. Sep.                 | Verfassungsreferendum in Italien | Volksabstimmungen in Italien                           | [ 64 ]                                                                 |
| Deutschland                    | 27. Sep.                       | Stichwahl der Kommunalwahlen in Nordrhein-Westfalen | Kommunalwahlen in Nordrhein-Westfalen                  |                                                                        |
| Rumänien                       | 27. Sep.                       | Kommunalwahlen in Rumänien | Wahlen in Rumänien                                     |                                                                        |
| Schweiz                        | 27. Sep.                       | Volksabstimmungen in der Schweiz 2020 | Liste der eidgenössischen Volksabstimmungen            | [ 65 ] [ 66 ] [ 67 ]                                                   |
| Uruguay                        | 27. Sep.                       | Kommunalwahlen in Uruguay | Kommunalwahlen in Uruguay                              |                                                                        |
| 00 Britische Überseegebiete    | 1. Okt.                        | Parlamentswahl auf Bermuda |                                                        |                                                                        |
| Tschechien                     | 2. + 3. Okt.                   | Senatswahl in Tschechien | Wahlen in Tschechien                                   | [ 68 ]                                                                 |
| Kirgisistan                    | 4. Okt.                        | Parlamentswahl in Kirgisistan | Wahlen in Kirgisistan                                  |                                                                        |
| Neukaledonien                  | 4. Okt.                        | Unabhängigkeitsreferendum in Neukaledonien | Abstimmungen in Neukaledonien                          |                                                                        |
| Kronbesitzungen                | 7. Okt.                        | Parlamentswahl auf Guernsey | Wahlen auf Guernsey                                    |                                                                        |
| Tschechien                     | 9. + 10. Okt.                  | Stichwahl der Senatswahl in Tschechien | Wahlen in Tschechien                                   | [ 68 ]                                                                 |
| Deutschland                    | 11. Okt.                       | Landratswahl in Sachsen 2020 (Landkreis Meißen) | Landratswahl in Sachsen                                |                                                                        |
| Österreich                     | 11. Okt.                       | Landtags- und Gemeinderatswahl in Wien und Bezirksvertretungswahl in Wien | Landtags- und Gemeinderatswahlen in Wien               | [ 69 ]                                                                 |
| Litauen                        | 11. Okt.                       | 1. Wahlgang der Parlamentswahl in Litauen | Wahlen in Litauen                                      |                                                                        |
| Tadschikistan                  | 11. Okt.                       | Präsidentschaftswahl in Tadschikistan | Wahlen in Tadschikistan                                |                                                                        |
| Türkische Republik Nordzypern  | 11. Okt.                       | Präsidentschaftswahl in Nordzypern | Wahlen in der Türkischen Republik Nordzypern           | [ 70 ] [ 71 ] [ 72 ]                                                   |
| Neuseeland                     | 17. Okt.                       | Parlamentswahl in Neuseeland und Referenden über Sterbehilfe und Legalisierung von Cannabis | Wahlen in Neuseeland                                   | [ 73 ] [ 74 ] [ 75 ] [ 76 ]                                            |
| Guinea                         | 18. Okt.                       | Präsidentschaftswahl in Guinea | Wahlen in Guinea                                       |                                                                        |
| Türkische Republik Nordzypern  | 18. Okt.                       | Stichwahl der Präsidentschaftswahl in Nordzypern | Wahlen in der Türkischen Republik Nordzypern           | [ 77 ] [ 78 ] [ 79 ]                                                   |
| Schweiz                        | 18. Okt.                       | Wahlen im Kanton Aargau |                                                        |                                                                        |
| Bolivien                       | 18. Okt.                       | Präsidentschafts- und Parlamentswahl in Bolivien | Wahlen in Bolivien                                     | [ 80 ]                                                                 |
| Seychellen                     | 22. – 24. Okt.                 | Wahlen auf den Seychellen | Wahlen auf den Seychellen                              | [ 81 ] [ 82 ]                                                          |
| Ägypten                        | 24. + 25. Okt.                 | 1. Wahlgang der Parlamentswahl in Ägypten | Wahlen in Ägypten                                      | [ 83 ] [ 84 ]                                                          |
| Chile                          | 25. Okt.                       | Verfassungsreferendum in Chile | Volksabstimmungen in Chile                             | [ 85 ] [ 86 ]                                                          |
| Litauen                        | 25. Okt.                       | 2. Wahlgang der Parlamentswahl in Litauen | Wahlen in Litauen                                      |                                                                        |
| Ukraine                        | 25. Okt.                       | Kommunalwahlen in der Ukraine | Wahlen in der Ukraine                                  | [ 87 ] [ 88 ] [ 89 ] [ 90 ] [ 91 ]                                     |
| Tansania                       | 28. Okt.                       | Präsidentschafts- und Parlamentswahl in Tansania | Wahlen in Tansania                                     |                                                                        |
| Elfenbeinküste                 | 31. Okt.                       | Präsidentschaftswahl in der Elfenbeinküste | Wahlen in der Elfenbeinküste                           |                                                                        |
| Georgien                       | 31. Okt.                       | Parlamentswahl in Georgien | Wahlen in Georgien                                     |                                                                        |
| Algerien                       | 1. Nov.                        | Verfassungsreferendum in Algerien | Volksabstimmungen in Algerien                          | [ 92 ] [ 93 ] [ 94 ] [ 95 ] [ 96 ] [ 97 ] [ 98 ]                       |
| Moldau                         | 1. Nov.                        | Präsidentschaftswahl in Moldau | Wahlen in der Republik Moldau                          |                                                                        |
| Vereinigte Staaten             | 3. Nov.                        | Wahlen in den Vereinigten Staaten | Wahlen in den Vereinigten Staaten                      |                                                                        |
| Vereinigte Staaten             | 3. Nov.                        | Präsidentschaftswahl in den Vereinigten Staaten | Präsidentschaftswahlen in den Vereinigten Staaten      |                                                                        |
| Vereinigte Staaten             | 3. Nov.                        | Wahl zum Repräsentantenhaus der Vereinigten Staaten | Wahlen zum Repräsentantenhaus der Vereinigten Staaten  |                                                                        |
| Vereinigte Staaten             | 3. Nov.                        | Wahl zum Senat der Vereinigten Staaten | Wahlen zum Senat der Vereinigten Staaten               |                                                                        |
| Vereinigte Staaten             | 3. Nov.                        | Wahl zum Senat der Vereinigten Staaten in Alabama |                                                        |                                                                        |
| Vereinigte Staaten             | 3. Nov.                        | Außerordentliche Wahl zum Senat der Vereinigten Staaten in Georgia |                                                        |                                                                        |
| Palau                          | 3. Nov.                        | Parlamentswahl in Palau | Wahlen in Palau                                        |                                                                        |
| St. Vincent und die Grenadinen | 5. Nov.                        | Parlamentswahl in St. Vincent und den Grenadinen | Wahlen in St. Vincent und den Grenadinen               |                                                                        |
| Ägypten                        | 8. Nov.                        | 2. Wahlgang der Parlamentswahl in Ägypten | Wahlen in Ägypten                                      |                                                                        |
| Deutschland                    | 8. Nov.                        | 1. Wahlgang Oberbürgermeisterwahl in Stuttgart | Bürgermeister (Stuttgart), Wahlergebnisse in Stuttgart | [ 99 ] [ 100 ] [ 101 ] [ 102 ] [ 103 ] [ 104 ] [ 105 ] [ 106 ] [ 107 ] |
| Myanmar                        | 8. Nov.                        | Parlamentswahl in Myanmar | Wahlen in Myanmar                                      |                                                                        |
| Jordanien                      | 10. Nov.                       | Parlamentswahl in Jordanien | Wahlen in Jordanien                                    |                                                                        |
| Belize                         | 11. Nov.                       | Parlamentswahl in Belize | Wahlen in Belize                                       |                                                                        |
| Brasilien                      | 15. Nov.                       | erster Wahlgang der Kommunalwahlen in Brasilien | Wahlen in Brasilien                                    | [ 108 ]                                                                |
| Moldau                         | 15. Nov.                       | Stichwahl der Präsidentschaftswahl in Moldau | Wahl in der Republik Moldau                            |                                                                        |
| Ukraine                        | 15. Nov.                       | Stichwahl der Kommunalwahlen in der Ukraine | Wahlen in der Ukraine                                  | [ 87 ] [ 109 ] [ 110 ] [ 111 ] [ 112 ]                                 |
| Burkina Faso                   | 22. Nov.                       | Präsidentschaftswahl in Burkina Faso | Wahl in Burkina Faso                                   |                                                                        |
| Namibia                        | 25. Nov.                       | Regionalratswahlen und Kommunalwahlen in Namibia | Wahlen in Namibia                                      |                                                                        |
| Deutschland                    | 29. Nov.                       | Stichwahl der Bürgermeisterwahl in Neuruppin |                                                        | [ 113 ] [ 114 ]                                                        |
| Deutschland                    | 29. Nov.                       | 2. Wahlgang der Oberbürgermeisterwahl in Stuttgart | Bürgermeister (Stuttgart), Wahlergebnisse in Stuttgart | [ 115 ] [ 116 ] [ 117 ] [ 118 ] [ 119 ] [ 120 ]                        |
| Brasilien                      | 29. Nov.                       | Stichwahl der Kommunalwahlen in Brasilien | Wahlen in Brasilien                                    | [ 121 ]                                                                |
| Peru                           | 29. Nov.                       | Vorwahl der Präsidentschaftswahl in Peru | Wahlen in Peru                                         | [ 122 ]                                                                |
| Schweiz                        | 29. Nov.                       | Volksabstimmungen in der Schweiz 2020 | Liste der eidgenössischen Volksabstimmungen            | [ 123 ]                                                                |
| Deutschland                    | 6. Dez.                        | Oberbürgermeisterwahl in Karlsruhe | Bürgermeister (Karlsruhe)                              | [ 124 ] [ 125 ] [ 126 ]                                                |
| Rumänien                       | 6. Dez.                        | Parlamentswahl in Rumänien | Wahlen in Rumänien                                     | [ 127 ] [ 128 ] [ 129 ]                                                |
| Venezuela                      | 6. Dez.                        | Parlamentswahl in Venezuela | Wahlen in Venezuela                                    | [ 130 ]                                                                |
| Ghana                          | 7. Dez.                        | Präsidentschafts- und Parlamentswahl in Ghana | Wahlen in Ghana                                        |                                                                        |
| Niger                          | 27. Dez.                       | Parlamentswahl und 1. Durchgang der Präsidentschaftswahl in Niger | Wahlen in Niger                                        | [ 131 ] [ 132 ]                                                        |
| Zentralafrikanische Republik   | 27. Dez.                       | Wahlen in der Zentralafrikanischen Republik | Wahlen in der Zentralafrikanischen Republik            |                                                                        |
| Japan                          |                                | Präfekturwahlen in Kumamoto, Kagoshima, Tokio, Toyama, Okayama, Tochigi (Gouverneurswahlen), Okinawa (Parlamentswahl); Kommunalwahl in Kyoto (Bürgermeister); Referendum über die Abschaffung in Osaka | Wahlen in Japan                                        |                                                                        |

### Wahlen zu mehreren Terminen
| Staat       | Staat   | Wahl/Abstimmung                     | Kategorie                    |
| ----------- | ------- | ----------------------------------- | ---------------------------- |
| Deutschland | Sachsen | Bürgermeisterwahlen in Sachsen 2020 | Bürgermeisterwahl in Sachsen |